# جيرد بلوم
جيرد بلوم (بالألمانية: Gerd Blum) (و. 1965 – م) هو مؤرخ الفن، وأستاذ جامعي، من ألمانيا، ولد في زينغن.

## جوائز
حصل على جوائز منها:
- Martin Warnke Medal  [لغات أخرى]‏ (2010).